# Carlos Baleba
Carlos Noom Quomah Baleba (født 3. januar 2004) er en camerounsk professionel fodboldspiller, som spiller som midtbanespiller for Premier League-klubben Brighton & Hove Albion og Camerouns landshold.

## Klubkarriere

### Lille
Baleba havde spillet på fodboldakademiet École de Football des Brasseries du Cameroun i en årrække, før han i januar 2022 skiftede til franske Lille. Han spillede oprindeligt på reserveholdet indtil han fik chancen på førsteholdet i 2022-23 sæsonen.

### Brighton & Hove Albion
Baleba skiftede i august 2023 til Brighton & Hove Albion.

## Landsholdskarriere
Baleba debuterede for Camerouns landshold den 8. juni 2024.